# Municipio de Polk (condado de Monroe, Pensilvania)
El municipio de Polk  (en inglés: Polk Township) es un municipio ubicado en el condado de Monroe en el estado estadounidense de Pensilvania. En el año 2000 tenía una población de 6.533 habitantes y una densidad poblacional de 81,3 personas por km².

## Geografía
El municipio de Polk se encuentra ubicado en las coordenadas 40°55′00″N 75°30′04″O / 40.91667, -75.50111.

## Demografía
Según la Oficina del Censo en 2000 los ingresos medios por hogar en la localidad eran de $45,016 y los ingresos medios por familia eran $46,250. Los hombres tenían unos ingresos medios de $36,467 frente a los $25,017 para las mujeres. La renta per cápita para la localidad era de $20,090. Alrededor del 6,9% de la población estaban por debajo del umbral de pobreza.